# Ray Crawford
Raymond Crawford, detto Ray (Roswell, 26 ottobre 1915 – Los Angeles, 1º febbraio 1996), è stato un pilota automobilistico statunitense.

## Carriera
Corse nella Champ Car tra il 1953 ed il 1963.
Nel 1954 vinse la Carrera Panamericana categoria Stock Car a bordo di una Lincoln.
Tra il 1950 e il 1960 la 500 Miglia faceva parte del Campionato Mondiale, per questo motivo Crawford ha all'attivo anche tre Gran Premi in Formula 1.
Muore nel 1996 e viene sepolto nel cimitero nazionale di Riverside, California.

## Risultati in Formula 1
| 1955 | Scuderia     | Vettura           |  |  |     |  |  |  |  |  |  |  |  | Punti | Pos. |
| ---- | ------------ | ----------------- |  |  | --- |  |  |  |  |  |  |  |  | ----- | ---- |
| 1955 | Ray Crawford | Kurtis Kraft 500B |  |  | Rit |  |  |  |  |  |  |  |  | 0     |      |

| 1956 | Scuderia     | Vettura           |  |  |     |  |  |  |  |  |  |  |  | Punti | Pos. |
| ---- | ------------ | ----------------- |  |  | --- |  |  |  |  |  |  |  |  | ----- | ---- |
| 1956 | Ray Crawford | Kurtis Kraft 500B |  |  | Rit |  |  |  |  |  |  |  |  | 0     |      |

| 1957 | Scuderia                  | Vettura           |  |  |    |  |  |  |  |  |  |  |  | Punti | Pos. |
| ---- | ------------------------- | ----------------- |  |  | -- |  |  |  |  |  |  |  |  | ----- | ---- |
| 1957 | Meguiar's Mirror/Crawford | Kurtis Kraft 500G |  |  | NQ |  |  |  |  |  |  |  |  | 0     |      |

| 1958 | Scuderia                  | Vettura                  |  |  |  |    |  |  |  |  |  |  |  | Punti | Pos. |
| ---- | ------------------------- | ------------------------ |  |  |  | -- |  |  |  |  |  |  |  | ----- | ---- |
| 1958 | Meguiar's Mirror/Crawford | Kurtis Kraft 500D / 500G |  |  |  | NQ |  |  |  |  |  |  |  | 0     |      |

| 1959 | Scuderia                  | Vettura |  |     |  |  |  |  |  |  |  |  |  | Punti | Pos. |
| ---- | ------------------------- | ------- |  | --- |  |  |  |  |  |  |  |  |  | ----- | ---- |
| 1959 | Meguiar's Mirror/Crawford | Elder   |  | Rit |  |  |  |  |  |  |  |  |  | 0     |      |

| Legenda | 1º posto     | 2º posto | 3º posto    | A punti         | Senza punti/Non class.  | Grassetto – Pole position Corsivo – Giro più veloce |
| Legenda | Squalificato | Ritirato | Non partito | Non qualificato | Solo prove/Terzo pilota | Grassetto – Pole position Corsivo – Giro più veloce |